# Estació de Massanassa
Massanassa és l'estació ferroviària que dona servei al municipi homònim de l'Horta Sud. Forma part de les línies C-1 i C-2 de rodalies València, operades per Renfe. Compta també amb alguns serveis de mitjana distància. En 2007 es va fer un pas subterrani per a creuar les vies, i a principis de la dècada de 2010 es van portar a terme obres per a eliminar barreres arquitectòniques.
L'estació es troba en el punt quilomètric 106,1 de la línia fèrria d'ample ibèric que uneix Madrid amb València, a 11,6 metres d'altitud.
Els trens de rodalies de les línies C-1 i C-2 són els únics a fer parada en l'estació. Ho fan amb una freqüència mínima de 15 minuts.
Algunes de les línies que uneixen València amb Alcoi fan parada a Massanassa.
| Línia MD | Trens    | Origen/Destinació | Destinació/Origen |
| -------- | -------- | ----------------- | ----------------- |
| 47       | Regional | València          | Alcoi             |